# Lei brasileira de preservação do patrimônio histórico e cultural
A Lei brasileira de preservação do patrimônio histórico e cultural é a denominação acadêmica dada ao decreto-lei nº 25, de 30 de novembro de 1937, a normativa nacional que rege as relações jurídicas de preservação cultural no Brasil.

## História

### Brasil império
No período imperial a Constituição Imperial, devido a positivação legal do direito de propriedade de forma absoluta, o imperador Pedro II não conseguiu que o parlamento votasse qualquer norma a respeito. Porém, Pedro II, já agia em prol da cultura da pesquisa e preservação dos patrimônios da cultura nacional, patrocinando ações do Instituto Histórico e Geográfico Brasileiro.

### Constituição de 1934
A Constituição do Brasil de 1934 foi a primeira a decretar a cultura de preservação das diversidades do patrimônio cultural brasileiro, mesmo sob a autorização desta constituição, como acontecera no período imperial, de todos os vários projetos de proteção ao patrimônio, nenhum passou no Congresso nacional, sob a alegação conceitual da propriedade privada absoluta..

### Lei nacional de 1937
Em 1936, Mário de Andrade faz um anteprojeto de norma federal para a questão da preservação e Gustavo Capanema transformou em projeto de lei e no dia 30 de novembro de 1937, sob o regime político do Estado Novo, o governo Getúlio Vargas sanciona o decreto-lei número 25, com natureza jurídica de lei nacional, que confere normatização sobre organização, definições e proteção ao patrimônio histórico e artístico nacional cuja preservação seja de interesse público, quer por sua vinculação a fatos memoráveis da história do Brasil, quer por seu excepcional valor arqueológico ou etnográfico, bibliográfico ou artístico.

## ONU e UNESCO
A nível internacional existe a Convenção para a Proteção do Patrimônio Mundial, Cultural e Natural, aprovada em 1972.

## Leis dos estados brasileiros sobre patrimônio histórico e cultural
- Piauí - Lei estadual Nº 4.515, de 09 de novembro de 1992. Publicada no Diário Oficial do estado na edição do dia 13 de novembro de 1992.
- São Paulo - Legislação do estado de São Paulo sobre o tema